# Pasji Potok
Pasji Potok (cyr. Пасји Поток) – wieś w Serbii, w okręgu raskim, w mieście Novi Pazar. W 2011 roku liczyła 13 mieszkańców.